# Чугор (приток Уролки)

Чугор — река в России, протекает в Пермском крае. Устье реки находится в 97 км по левому берегу реки Уролка. Длина реки составляет 24 км. В 2,8 км от устья принимает слева реку Вырваж.
Исток реки в лесном массиве в 36 км к юго-востоку от села Коса на водоразделе Косы и Уролки (рядом с истоком Чугора находится исток реки Кыдзью). Река течёт на северо-восток, всё течение проходит по ненаселённому лесу. Верховья находятся в Косинском районе, среднее течение — в Усольском районе, нижнее — в Соликамском районе. Притоки — Берёзовая, Вырваж (левые). Впадает в Уролку выше деревни Басим.

## Данные водного реестра
По данным государственного водного реестра России относится к Камскому бассейновому округу, водохозяйственный участок реки — Кама от водомерного поста у села Бондюг до города Березники, речной подбассейн реки — бассейны притоков Камы до впадения Белой. Речной бассейн реки — Кама.
По данным геоинформационной системы водохозяйственного районирования территории РФ, подготовленной Федеральным агентством водных ресурсов:
- Код водного объекта в государственном водном реестре — 10010100212111100003917
- Код по гидрологической изученности (ГИ) — 111100391
- Код бассейна — 10.01.01.002
- Номер тома по ГИ — 11
- Выпуск по ГИ — 1